# Klassiker (litteratur)
En klassiker är ett litterärt verk som anses ha tidlösa kvaliteter och tilltalar läsare i olika tider.
Gemensamma faktorer för att ett verk ska betecknas som en klassiker är att det har en hög språklig kvalitet, att det gestaltar universella frågor som är aktuella och talar till människor utöver den egna samtiden samt att en lång tid ska ha passerat efter verkets tillkomst. En klassiker tilltalar läsare i olika tider. Ett relativt nyskrivet verk kan därför inte vara en klassiker.  Det som kännetecknar en klassiker är att den ofta behandlar tidlösa teman om kärlek, hat, liv och död som läsare med de mest skiftande bakgrunder och erfarenheter kan förstå och beröras av.
Nyare verk som lever kvar en längre tid kallas ibland för en "modern klassiker".
"Mindre klassiker" (engelska: minor classic) är ett begrepp övertaget från den anglosaxiska kulturen. Med mindre klassiker menas ett litterärt verk från förfluten tid som envist håller sig kvar, trots att det inte är skrivet av någon av de stora författarna, och det "återupptäcks" hela tiden av nya generationer.
Exempel på svenska mindre klassiker är Sophie Elkans roman John Hall (1899), Sigurd Dahlbäcks Firman Åbergson (1914), Nils Hasselskogs (A:lfr-d V:stl-nds) diktsamling Guldregn 1935 och Elsa Nybloms memoarbok Strängt personligt (1945).